# Jacques van Ypersele de Strihou
Jonkheer Jacques Marie Joseph Hubert Ghislain van Ypersele de Strihou (Ukkel, 5 december 1936) is een Belgische edelman en politicus. Hij was de laatste kabinetschef van koning Boudewijn I, en de enige kabinetschef van diens broer Albert II, zesde koning der Belgen.
Jonkheer Van Ypersele is van Franstalige oorsprong en heeft een christendemocratische achtergrond (cdH).

## Afkomst en opleiding
Jacques van Ypersele de Strihou is de zoon van Henri van Ypersele de Strihou, een ingenieur die werkte voor de Groupe Empain van Édouard Empain.
Hij liep school aan het jezuïetencollege Saint-Michel te Etterbeek. Daarna studeerde hij literatuur aan de Facultés Universitaires Notre-Dame de la Paix (FUNDP) te Namen. Aan de Université catholique de Louvain (UCL) ging Van Ypersele de Strihou dan rechten en economie studeren. Tijdens zijn studies was hij voorzitter van het Olivaint Genootschap van België. Nadien was hij enkele maanden assistent aan de universiteit Lovanium te Kinshasa.
Van Ypersele de Strihou trok naar de Yale-universiteit waar hij les kreeg van de Belgische professor Robert Triffin die bij het Internationaal Monetair Fonds (IMF) een bestuursfunctie bekleedde en die zijn mentor zou worden. Van Ypersele de Strihou behaalde er de graad van PhD in de economie.

## Carrière
Triffin hielp hem aan een job bij het IMF te Washington waar hij een directe collega werd van Wim Duisenberg, de latere voorzitter van de Europese Centrale Bank. In 1969 ging hij aan het werk bij het IMF in de Indonesische hoofdstad Jakarta.
Hij kreeg snel internationale faam en staatsleiders zoals de Duitse kanselier Helmut Schmidt en de Franse president Valéry Giscard d'Estaing prezen zijn expertise in economie en financiën. In de vroege jaren 1970 keerde Van Ypersele de Strihou terug naar België om vice-voorzitter te worden van Electrorail dat deel uitmaakt van het industriële Empain-imperium.
In 1972 werd hij adviseur op het kabinet van minister van Financiën André Vlerick en bleef hij die taak ook vervullen bij de volgende ministers van Financiën Willy De Clercq, Gaston Geens en Robert Vandeputte. In 1978 werd hij tegelijkertijd ook kabinetschef van premier Leo Tindemans en daarna ook nog van Paul Vanden Boeynants en van Wilfried Martens.
Hij doceerde aan de UCL en het Institut Catholique des hautes études commerciales (ICHEC) te Brussel. Op het einde van de jaren 1970 werd hij voorzitter van het Monetair Comité van de Europese Unie waar hij een belangrijke rol speelde in het ontwerp en het opzetten van het Europees Monetair Stelsel (EMS). Van Ypersele de Strihou was samen met Alfons Verplaetse, toenmalig gouverneur van de Nationale Bank van België, de architect van de devaluatie van de Belgische frank in 1982, om de Belgische economie terug te stimuleren.

## Kabinetschef van de koning
In 1983 werd van Ypersele de Strihou benoemd tot kabinetschef van het Kabinet van de Koning en politieke rechterhand van koning Boudewijn. Bij de dood van Boudewijn behield diens opvolger Albert II hem als kabinetschef. Door zijn grote kennis van het politieke milieu en lange ervaring kreeg de kabinetschef het etiket "onderkoning van België" opgekleefd. Over van Ypersele de Strihou wordt gezegd dat hij over een groot kennissennetwerk van invloedrijke personen in binnen- en buitenland beschikt. 
In juli 2013 kondigde Jacques van Ypersele de Strihou aan dat hij zal aftreden als Kabinetschef van de Koning bij de abdicatie van koning Albert II op 21 juli 2013. Op voordracht van premier Elio Di Rupo benoemde koning Albert II, Jacques van Ypersele de Strihou een dag voor de troonswisseling, tot minister van Staat. Hij werd opgevolgd door baron en ambassadeur Frans van Daele.

## Eretekens
- Polen: Commandeur Orde van Verdienste,[3]

- Bibsys: 90403279
- CiNii: DA02768710
- Gemeinsame Normdatei: 170017958
- International Standard Name Identifier: 0000 0000 8407 2263
- Library of Congress Control Number: n85179005
- Bibliotheek van het Japanse parlement: 00461672
- Nederlandse Thesaurus van Auteursnamen: 069624100
- Système universitaire de documentation: 066986761
- Virtual International Authority File: 109957094
- WorldCat: E39PBJf8tkGgmTh7Vyyv7MwKVC